# Johann Franz von Pretlack
Freiherr Johann Franz von Pretlack (* 16. September 1708 in Darmstadt; † 15. November 1767 in Wien) war katholischer Reichs-Generalfeldzeugmeister sowie k.k Gesandter und k.k. General der Kavallerie.

## Herkunft
Seine Eltern waren der General Freiherr Johann Rudolf Victor von Pretlack (1668–1737) und dessen Ehefrau die Freiin Maria Franziska Bock von Bläsheim (1680–1711). Sein Stiefbruder Johann Karl Ludwig Christian (1716–1781) wurde kaiserlicher Feldmarschall-Lieutenant. Seine Schwester Caroline Friederike Sophie war mit dem Generalmajor Georg Ludwig von Werner (1754–1808) verheiratet.

## Leben
Pretlack erhielt seine Schulbildung in Straßburg und ging anschließend auf die Universität Gießen. Nach dem Studium entschied er sich für den Militärdienst und so wurde er 1726 Hessen-Darmstädtischer Fähnrich und 1731 Rittmeister der Dragonergarde. Er wechselte in kaiserliche Dienste, wurde katholisch und 1736 wurde er kaiserlicher Oberstleutnant und kaiserlicher Generaladjutant. Bereits im Jahr 1739 wurde er zum Oberst im Dragonerregiment „Württemberg“ befördert. Mit diesem kämpfte er 1741 in der Schlacht bei Mollwitz, wo er verwundet wurde. Am 16. Juni 1742 wurde er Generalfeldwachtmeister und kämpfte in Böhmen, Bayern, Schwaben, im Elsass und am Rhein. 1745 erhielt er das Kürassier-Regiment „Lubomirski“. Ebenfalls 1745 brachte er die Nachricht der Wahl von Franz I. Stephan zum deutschen Kaiser nach Wien und nach St. Petersburg. Er blieb in St. Petersburg und war von 1746 bis 1748 kaiserlicher Gesandter im St. Petersburg, mit der Aufgabe das Vorgehen gegen die Preußen zu koordinieren. und nochmals von 1751 bis 1753. In dieser Zeit schloss er einen Defensivpakt mit Russland und wurde am 30. Juni 1746 Feldmarschall-Lieutenant und 1749 zum Geheimen Rat ernannt.
Am 25. April 1750 wurde er zum Reichs-General-Feldmarschalleutnant und am 13. Juli 1754 mit Rang vom 13. Juli 1752 zum General der Kavallerie befördert. Als ruchbar wurde, dass der spätere Kurfürst Friedrich II. von Hessen-Kassel zu Katholizismus konvertiert war, wurde Pretlack 1756 nach Kassel geschickt um zwischen Vater und Sohn zu vermitteln.
Zuletzt wurde er im Mai 1761 Nachfolger des General Graf Chanclos als Gouverneur von Ostende, ferner wurde er am 13. Mai 1761 zum katholischen Reichs-Generalfeldzeugmeister ernannt. Er hielt sich aber zumeist in Wien auf und starb dort 1767.
Bereits 1733 wurde er Ehrenritter des Johanniterordens und seit dem 19. Juni 1747 Träger des russischen Andreas-Ordens und war auch Träger des Alexander-Newski-Ordens.